# Sarroux-Saint Julien
Sarroux-Saint Julien é uma comuna francesa na região administrativa da Nova Aquitânia, no departamento de Corrèze. Estende-se por uma área de 54.39 km². Em 2010 a comuna tinha 864 habitantes (densidade: 15,9 hab./km²).
Foi criada em 1 de janeiro de 2017, a partir da fusão das antigas comunas de Sarroux (sede da comuna) e Saint-Julien-près-Bort.